# International Lease Finance Corporation
International Lease Finance Corporation (ILFC) je ameriška korporacija, ki prodaja in daje na lizing potniška letala. Sedež podjetja je v Constellation Place, Los Angeles, Kalifornija. 
Stranke podjetja ILFC so letalski prevozniki kot npr. Aeroméxico, Air Canada, Asiana Airlines, Korean Air, Cathay Pacific, Cyprus Airways, Air France-KLM, Lufthansa, Alaska Airlines, American Airlines, Air India, United Airlines, Norwegian Air Shuttle, Pakistan International Airlines, South African Airways, Emirates, Gulf Air inDelta Air Lines. 
ILFC ima v lasti več kot 1000 letal. Konkurenčno podjetje, General Electricov GECAS,  ima več letal (čez 1800), vendar manj prihodkov. 
Od decembra 2013 je ILFC v 100% lasti podjetja AerCap